# 迷失 (1997年电影)
《迷失》（英語：Strays）1997年1月18日上映于美国的动作片。

## 剧情
该片讲述了美国的一个毒品贩子在日久天长的萎靡生活之后厌恶了过去的这种生活，并且开始寻找新生活的历程。

## 演员
| 演员            | 角色   | 备注 |
| 乔伊·德迪奥     | 弗雷德 |      |
| 迈克·艾普       | 迈克   |      |
| 丹尼尔·威廉姆斯 | 基斯   |      |
| 苏珊娜·兰德     | 希瑟   |      |
| 范·迪塞尔       | 瑞克   |      |

## 花絮
该片标志着范·迪塞尔自此登上电影舞台。